# Vrije Evangelische kerk (Oude Pekela)
De Vrije Evangelische kerk in Oude Pekela is het voormalige kerkgebouw van de Vrije Evangelische Gemeente Oude Pekela. Bij de verkoop in 2020 heeft het pand aan de Hendrik Westerstraat een woonbestemming gekregen.

## Geschiedenis
De in 1889 door ds. A. Mooij geïnstitueerde gemeente kwam al langer bij elkaar toen in 1890 het nieuwe kerkgebouw aan de Hendrik Westerstraat in gebruik werd genomen. De eerste voorganger was ds. P. Douma, destijds nog van de Kerk voor evangelisatie en later de Gemeente ter verbreiding der waarheid. In 1893 sloot de gemeente zich aan bij de Bond van Vrije Evangelische Gemeenten in Nederland. Douma werd in 1900 beroepen naar Nijmegen. 
Van 1901 tot 1913 ging de evangelist Harmen Stavenga voor in de gemeente. Ds. M.F. Dekkers was er tussen 1950 en 1959 predikant; samen met Douma en Stavenga was hij het langst verbonden aan de Vrije Evangelische Gemeente Oude Pekela. Het pneumatische orgel uit 1920, gebouwd door Bakker & Timmenga, werd in 1969 door Mense Ruiter uit de Vrije Evangelische kerk in Leeuwarden naar Oude Pekela verplaatst.
De Vrije Evangelische Gemeente Oude Pekela had hun eigen maandblad, De Schakel.
Door de ontkerkelijking en daarmee de terugloop in het leden- en bezoekersaantal werd de Vrije Evangelische Gemeente Oude Pekela in maart 2019 opgeheven. Er bestond in de laatste jaren een samenwerking met de Lutherse Kerk in Nieuwe Pekela.
In 2020 is het bestemmingsplan gewijzigd naar een woonbestemming, waarna het kerkgebouw in oktober van dat jaar samen met de kosterswoning verkocht is. Het gebouw is als D’n kleine engel in gebruik als een eenvoudige evenementenlocatie.  